# 梧州 (古代)
梧州，唐朝时设置的州。
武德四年（621年），以静州的苍梧县、豪静县、开江县置，治所在苍梧县（今广西壮族自治区梧州市）。土贡：银、白石英。户千二百九。下领三县：苍梧县、戎城县、孟陵县。辖境根当今广西壮族自治区梧州、苍梧、藤县等市县及蒙江下游地区。曾改名为苍梧郡，光化年间，马殷将戎城县、孟陵县改隶桂州。
宋朝时，辖境缩小。元丰时，户五千七百二十，领一县：苍梧县。熙宁四年（1071年），省戎城县为镇，入苍梧。
元朝至元十六年（1279年），升为梧州路。明朝，改为梧州府。辖境扩大至广西壮族自治区梧州、玉林、北流、博白、陆川、藤县、苍梧、容县、岑溪及广东省怀集等市县。1913年废。地当粤桂交通咽喉，晚清以来为广西商品集散地。
梧州刺史
- 陈怀卿（武周时）
- 李抗（乾元年间）
- 韦武（796年）
- 王某（元和年间）
- 骆峻（长庆初年）
- 李湘（825年）
- 刘约（825年—826年）
- 孟棨（开成年间）
- 郑畋（870年—873年）
- 杜让能（893年）
- 韩恭（光化年间）
- 张绮（唐末）